# Anatolij Szmakow
Anatolij Iwanowicz Szmakow (ros. Анатолий Иванович Шмаков, ur. 8 grudnia 1921 w miejscowości Łaja w obwodzie swierdłowskim, zm. 16 lutego 2012 w Odessie) – radziecki lotnik wojskowy, Bohater Związku Radzieckiego (1945).

## Życiorys
Urodził się w rodzinie chłopskiej. Od 1930 mieszkał w Niżnym Tagile, skończył 7-letnią szkołę i szkołę fabryczno-zawodową, pracował jako elektryk, później uczył się w technikum górniczo-metalurgicznym i jednocześnie w aeroklubie. Od 1940 służył w Armii Czerwonej, w 1941 ukończył wojskową lotniczą szkołę pilotów w Czkałowie (Orenburgu), od 1943 należał do WKP(b), od czerwca 1944 uczestniczył w wojnie z Niemcami. Walczył na 1 i 2 Froncie Białoruskim, przeszedł szlak bojowy od Bobrujska do Berlina, brał udział w operacji białoruskiej, wschodniopruskiej, pomorskiej i berlińskiej jako starszy lotnik 783 pułku lotnictwa szturmowego, wykonując 94 loty bojowe i bombardując wojska naziemne wroga. Po wojnie służył w Północnej Grupie Wojsk w Polsce, w 1953 ukończył Akademię Wojskowo-Powietrzną, od 1961 służył w Siłach Powietrznych Odeskiego Okręgu Wojskowego, w 1978 został zwolniony do rezerwy w stopniu pułkownika.

## Odznaczenia
- Złota Gwiazda Bohatera Związku Radzieckiego (18 sierpnia 1945)
- Order Lenina
- Order Czerwonego Sztandaru (dwukrotnie - 22 lutego 1945 i 5 czerwca 1945)
- Order Wojny Ojczyźnianej I klasy (dwukrotnie - 6 kwietnia 1945 i 11 marca 1985)
- Order Czerwonej Gwiazdy (dwukrotnie)
- Order „Za służbę Ojczyźnie w Siłach Zbrojnych ZSRR” III klasy

I medale.